# 小行星2622
小行星2622（2622 Bolzano）是一颗绕太阳运转的小行星，为主小行星带小行星。该小行星于1981年2月9日发现。
該小行星以波希米亞數學家伯恩哈德·波爾查諾命名。

## 轨道参数
小行星2622的轨道半长轴为3.0013935 UA，离心率为0.104。
| 前一小行星： 小行星2621 | 小行星列表 | 後一小行星： 小行星2623 |